# Randall Simon

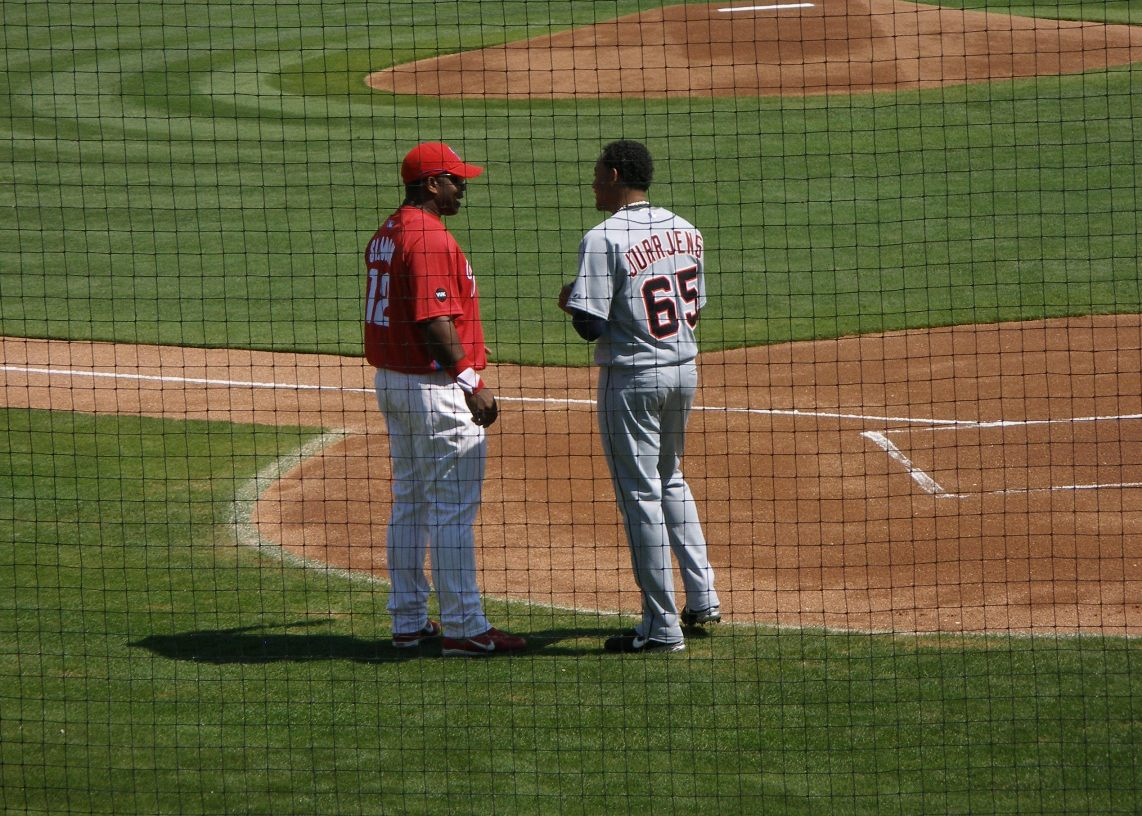
Randall Simon en Jair Jurrjens in 2007

Randall Carlito Simon (Willemstad, 25 mei 1975) is een Curaçaose honkballer.
Simon speelt eerste honkman en gooit en slaat linkshandig. Hij begon als kind op Curaçao te honkballen met een bezemsteel en een flessendop. Op de middelbare school Juan Pablo Duarte Tech in Willemstad was hij actief in zowel het schoolvoetbalteam als het honkbalteam. Hierna kwam hij op het hoogste niveau op de Nederlandse Antillen onder meer uit voor de Santa Maria Pirates B.B.C. In 1992 vertrok hij naar de Verenigde Staten waar hij door de Atlanta Braves als zogenaamd "amateur free agent" werd gecontracteerd.
Na vijf jaar in de lagere regionen te hebben gespeeld kwam hij in 1997 terecht in het Major League team van de Braves waar hij op 1 september 1997 zijn debuut in een wedstrijd maakte. Hij speelde drie seizoenen mee en zat in een team met collega-Antilliaan Andruw Jones. Op 6 april 2000 werd hij gecontracteerd als free agent door de Florida Marlins en een maand later al verhuisde hij naar de New York Yankees. Op 18 januari 2001 ging hij als free agent naar de Detroit Tigers. In 2002 keerde hij weer terug in de Major League bij de Tigers en speelde in hun eerste team een vol seizoen mee. Aan het eind ervan werd hij door de club uitgeroepen tot de Player of the Year omdat hij negentien homeruns sloeg, 82 punten binnensloeg en het beste slaggemiddelde (.301) behaald had.
Op 25 november 2002 ruilde de Pittsburgh Pirates drie spelers, een uit de major league en twee uit de minor league, met de Tigers tegen Simon in. Voor de Pirates speelde Simon een seizoen waarna hij geruild werd met een speler van de Chicago Cubs om bij de laatste club de titel in de National League te kunnen binnenhalen. In 2004 keerde hij terug naar de Pirates waar hij na een teleurstellende seizoensstart weer kon vertrekken. Kort kwam hij uit voor de Tampa Bay Devil Rays en daarna via de triple A-club Los Potros de Tijuana uit de Mexican League kwam hij terecht in de Japanse Major League waar hij een contract voor een jaar tekende bij de Orix Buffaloes.
In zeven seizoenen in de Major League speelde Simon in totaal 514 wedstrijden. In 1588 slagbeurten kwam hij tot een slaggemiddelde van .283 met 450 honkslagen, 71 tweehonkslagen en 3 driehonkslagen, 49 homeruns en 235 binnengeslagen punten. Hij scoorde zelf 172 keer. Met de Cubs bereikte hij in 2003 de National League Division Series en de National League Championship Series.
Simon kwam in 2006 voor het eerst uit voor het Nederlands honkbalteam. Hij nam deel aan de voorbereidingen op de World Baseball Classic. Op 24 februari van dat jaar speelde hij in Sint-Petersburg een oefenwedstrijd tegen het Eckerd College. Tijdens de World Baseball Classic in Puerto Rico speelde hij alle drie de wedstrijden mee en kwam in tien slagbeurten tot drie honkslagen, twee runs en drie binnengeslagen punten.